# Relações entre China e Nigéria
As relações entre China e Nigéria referem-se as relações bilaterais entre a República Federal da Nigéria e a República Popular da China, que expandiram-se devido ao crescimento do comércio bilateral e da cooperação estratégica. A China é considerada um dos aliados e parceiros mais próximos da Nigéria. A China também é um dos principais parceiros comerciais e exportadores da Nigéria.

## Desenvolvimento das relações bilaterais
A Nigéria e a República Popular da China estabeleceram relações diplomáticas formais em 10 de fevereiro de 1971. As relações entre as duas nações se aproximaram como resultado do isolamento internacional e da condenação ocidental dos regimes militares da Nigéria (década de 1970-1998). A Nigéria tornou-se uma importante fonte de óleo combustível e petróleo para a economia chinesa em rápida expansão e a Nigéria procura a China para ajudar a alcançar um crescimento econômico elevado; a China tem proporcionado amplo apoio econômico, militar e político.
Em 2004 e novamente em 2006, o presidente chinês Hu Jintao fez visitas de Estado a Nigéria e dirigiu uma sessão conjunta na Assembleia Nacional da Nigéria. Ambas as nações assinaram um memorando de entendimento sobre o estabelecimento de uma parceria estratégica. A China tem apoiado a candidatura da Nigéria para um assento no Conselho de Segurança das Nações Unidas.
Embora a Nigéria mantenha relações comerciais com Taiwan e tenha um escritório representativo em Taipei, emitiu um comunicado conjunto com a China em 2005, reafirmando que Pequim é "o único governo legítimo que representa a China e Taiwan é uma parte inalienável do seu território".

## Cooperação estratégica
Reagindo à hesitação dos Estados Unidos e de outras nações ocidentais em fornecer ajuda militar na luta contra insurgentes na região rico em petróleo do Delta do Níger  para proteger os recursos petrolíferos da Nigéria, o governo nigeriano desenvolveu uma estreita cooperação militar com a China, que forneceu armas, equipamentos, treinamento e tecnologia para as forças armadas nigerianas. As duas nações também assinaram um acordo de $ 311 milhões de dólares para desenvolver a cooperação em programas espaciais e de comunicações; a China ajudou os nigerianos a desenvolverem e lançarem o satélite de comunicações (NigComSat-1) por 2007 para expandir redes celulares e de internet na África Central.

## Financiamento chinês ao desenvolvimento da Nigéria
De 2000 a 2011, existiram aproximadamente quarenta projetos oficiais chineses de financiamento ao desenvolvimento identificados na Nigéria através de vários relatórios da mídia. Esses projetos variam de um empréstimo de $2.5 bilhões para projetos ferroviários, elétricos ou de telecomunicações da Nigéria em 2008, a um memorando de entendimento de $1 bilhão para construção de casas e abastecimento de água em Abuja em 2009  e várias redes ferroviárias.